# 天主教查蘭卡諾瓦教區
天主教查蘭卡諾瓦教區（拉丁語：Dioecesis Vialembensis）是大洋洲一個羅馬天主教教區。範圍包括北馬里亞納群島。屬阿加尼亞總教區。
1902年9月17日設監牧區。1911年4月30日併入加羅林群島代牧區，1984年11月8日升為教區。
2006年有教友43,000人、十二個堂區、十八名司鐸。教座位於塞班島。現任主教為萊恩·希門尼斯。